# Skorošice

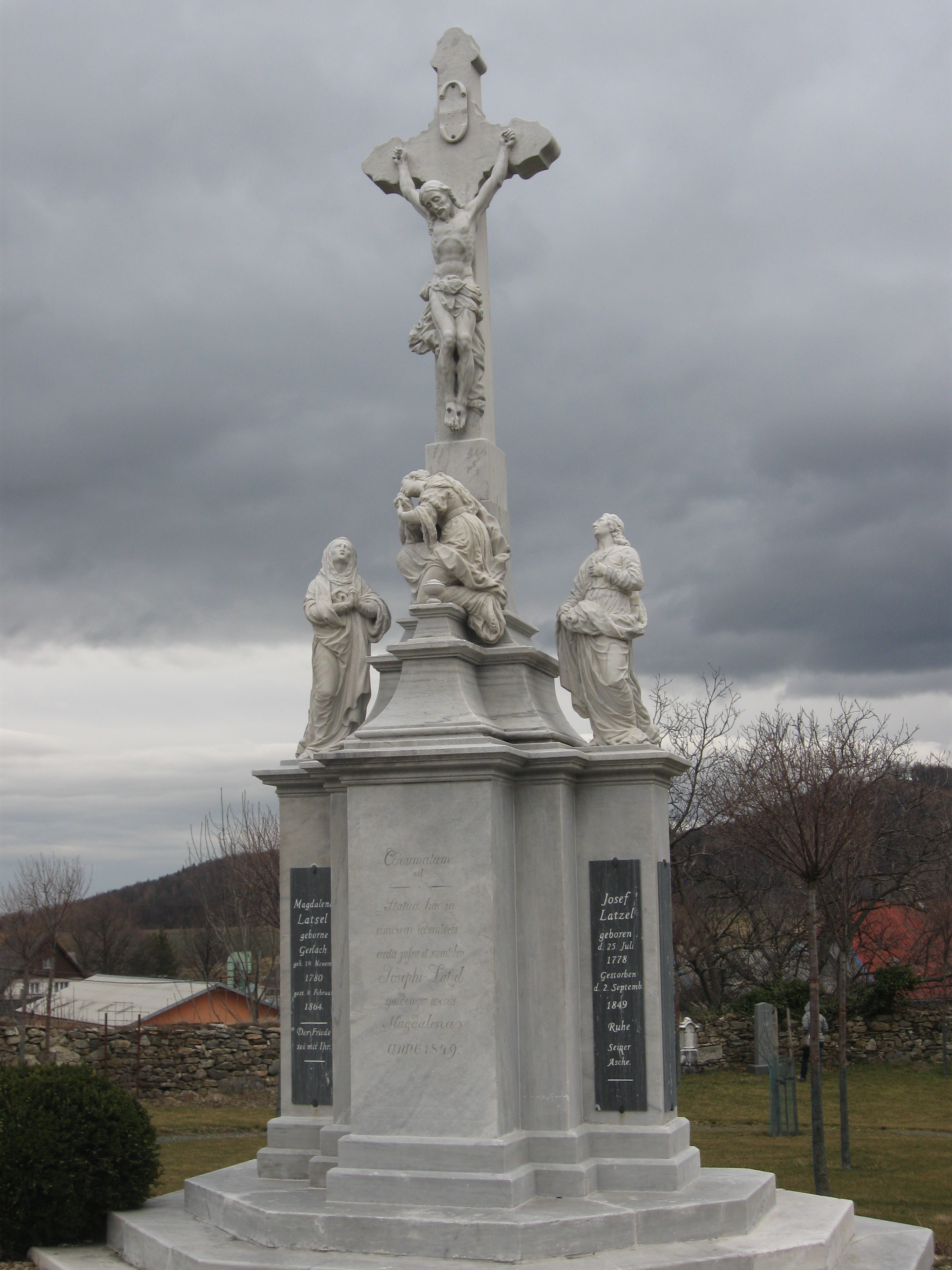
Kalvariengruppe von C. Kutzer

Skorošice (deutsch Gurschdorf) ist eine Gemeinde in Tschechien. Sie liegt 13 Kilometer nordwestlich von Jeseník und gehört zum Okres Jeseník.

## Geographie
Skorošice erstreckt sich am östlichen Fuße des Reichensteiner Gebirges im Tal des Skorošický potok. Östlich, im Friedeberger Bergland (Žulovská pahorkatina), erhebt sich die Boží hora (Gotteshausberg, 527 m). Im Südosten liegt der Hadí vrch (476 m), südwestlich der Břidličný vrch (945 m) und der Špičák (957 m) sowie im Norden der Kaní hora (Hutberg, 476 m).
Nachbarorte sind Sedmlánů im Norden, Tomíkovice und Žlíbek im Nordosten, Žulová im Osten, Vápenná im Südosten, Nýznerov im Süden, Bielice im Südwesten, Nowy Gierałtów im Westen sowie Petrovice im Nordwesten.

## Geschichte
Das Dorf wurde wahrscheinlich durch den Lokator Skoroš gegründet, der in Urkunden aus den Jahren 1268 und 1271 nachweisbar ist. Die erste Erwähnung des Ortes  Scoronsdorph erfolgte jedoch erst zu Beginn des 14. Jahrhunderts. Das wehrhaft an einer Handelsstraße ins Glatzer Land angelegte und zur Burg Frýdberk gehörige Dorf bestand aus 60 Hufen und besaß zu dieser Zeit eine Kirche und vermutlich auch eine Feste. Nachdem das Bistum Breslau 1358 die Burg Frýdberk erworben hatte, entstand in Gurschdorf ein Vogtshof. Im 15. Jahrhundert lag der Ort teilweise wüst. Später wurde eine Glashütte gegründet, zu der ein Freigut gehörte. Ein weiterer Gutshof wurde um 1565 parzelliert und es entstand die Ansiedlung Siebenhuben. Zu Beginn des 17. Jahrhunderts war Gurschdorf das größte Dorf der Herrschaft Friedeberg und bildete auch den größten Pfarrbezirk im ganzen Freiwaldauer Kreis, eingepfarrt waren auch Friedeberg, Setzdorf, Sörgsdorf und Wildschütz. Der Dreißigjährige Krieg brachten dem Dorf einen Niedergang, neben Plünderungen und Brandschatzungen durch durchziehende Truppen brach auch die Pest aus. Nach Kriegsende begann die Wiederbesiedlung und 1690 wurde in den Wäldern südlich von Obergurschdorf die Ansiedlung Steingrund gegründet. 1713 brach wiederum eine Pestepidemie aus. 1730 bestand Gurschdorf aus 55 Bauern, vier Gärtnern und 57 Häuslern. Der größte Teil der Bewohner lebte vom Obstbau und der Spinnerei, einige arbeiteten als Steinmetzen in einer Bildhauerwerkstatt, die den örtlichen Granit verarbeitete. Mit der Teilung Schlesiens verlor 1742 die alte Handelsstraße über das Reichensteiner Gebirge jegliche Bedeutung.
1833 brannte die Kirche nieder. 1836 bestand Gurschdorf aus 264 Häusern und hatte 1777 Einwohner. Siebenhuben hatte 59 Einwohner und bestand aus 10 Häusern; in den 38 hölzernen Chaluppen von Steingrund lebten 281 Menschen. In der Mitte des 19. Jahrhunderts setzte sich in Gurschdorf die Spinnerei immer mehr durch, zudem betrieb die Familie Latzel den Handel mit Garnen. Außerdem bestanden sechs Aschenbrennereien, eine Bleiche sowie Mahl-, Säge- und Ölmühlen. Nach der Aufhebung der Patrimonialherrschaften kam Gurschdorf 1850 zum politischen Bezirk Freiwaldau und Gerichtsbezirk Weidenau.
Nach dem Ersten Weltkrieg arbeiten viele der Einwohner in den Steinmetzwerkstätten und Steinbrüchen von Friedeberg. In Niesnersberg entstand ein Wasserkraftwerk. Der Ort war deutsch besiedelt und nach der Gründung der Tschechoslowakei gehörten die Einwohner zur christlichsozialen Wählerschaft; in den 1930er Jahren wurde die Sudetendeutsche Partei zur stärksten Kraft. Nach dem Münchner Abkommen wurde Gurschdorf 1938 dem Deutschen Reich angeschlossen und gehörte von 1939 bis 1945 zum Landkreis Freiwaldau. Nach dem Ende des Zweiten Weltkrieges wurden die Deutschen vertrieben und der Ort mit tschechischer Bevölkerung neu besiedelt. Dabei verlor er seine frühere Bedeutung. Kamenné und Hraničná wurden nicht wieder besiedelt. 1948 wurde die genossenschaftliche Branntweinbrennerei geschlossen. 1949 erfolgte die Eingemeindung von Petrovice und 1960 von Tomíkovice. 1976 verlor der Ort seine Selbstständigkeit und kam zu Žulová. Der Steinbruch Hadcov wurde 1978 stillgelegt. Seit 1990 bildet Skorošice wieder eine Gemeinde.

## Gemeindegliederung
Die Gemeinde Skorošice besteht aus den Ortsteilen Petrovice (Petersdorf) und Skorošice (Gurschdorf). Grundsiedlungseinheiten sind Dolní Skorošice (Niedergurschdorf), Horní Skorošice (Obergurschdorf), Nýznerov (Niesnersberg), Nýznerov-jih, Petrovice und Sedmlánů (Siebenhuben). Zu Skorošice gehören zudem die Wohnplätze Dvorec (Scholzenhof) und Nové Chaloupky (Neuhäuser) sowie die Wüstungen Hraničná (Gränzgrund) und Kamenné (Steingrund).
Das Gemeindegebiet gliedert sich in die Katastralbezirke Dolní Skorošice, Horní Skorošice und Petrovice u Skorošic.

## Sehenswürdigkeiten
- Kirche St. Martin in Dolní Skorošice, errichtet anstelle eines 1833 abgebrannten Vorgängerbaus, 1844 geweiht
- Kalvariengruppe auf dem alten Friedhof, geschaffen 1847–1849 von Cyrill Kutzer
- Kapelle in Dolní Skorošice
- Kapelle in Horní Skorošice
- Kapelle in Petrovice
- Wasserfälle bei Nýznerov

## Persönlichkeiten
- Adalbert Ritter von Schmid (1804–1868), österreichischer Eisenbahntechniker
- Josef Latzel (1813–1896), österreichischer Gutsbesitzer, Unternehmer und Parlamentarier
- Ignaz Gulz (1814–1874), österreichischer Augen- und Ohrenarzt
- Adolf Latzel (1840–1891), österreichischer Gutsbesitzer, Unternehmer und Parlamentarier
- Egon Jüttner (* 1942), deutscher Politiker